# يو إف سي 311
يو إف سي 311: ماخاشيف ضد مويكانو (بالإنجليزية: UFC 311: Makhachev vs. Moicano)‏ هو حدث لفنون القتال المختلطة ستنظمته يو إف سي، وسيُقام في 18 يناير 2025 في إنتويت دوم في إنغليووود، كاليفورنيا، الولايات المتحدة.

## الخلفية

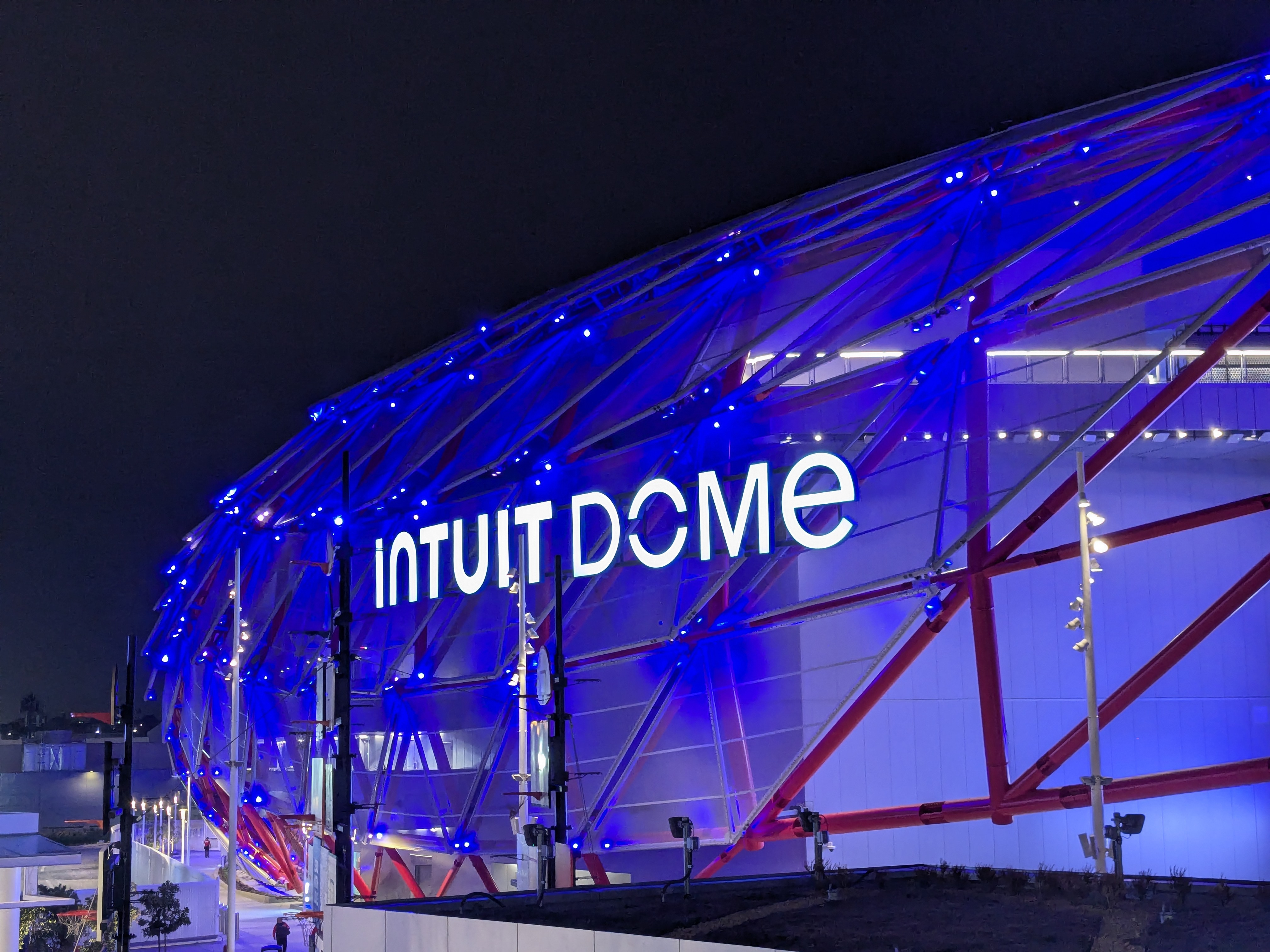
بعد استضافة 17 حدثًا في منطقة لوس أنجلوس الكبرى، سيكون هذا هو الظهور الأول للترويج في إنتويت دوم، الذي تم افتتاحه في أغسطس 2024.

سيمثل هذا الحدث الزيارة الثالثة للترويج إلى إنجلوود والأولى منذ يو إف سي 232 في ديسمبر 2018. كانت هناك مخاوف بشأن تحقيق هذا الحدث بسبب سلسلة حرائق الغابات الأخيرة التي أثرت على جنوب كاليفورنيا، لكن منظمة المكان أكدت أنه سيستمر كما هو مقرر.
كان من المقرر في الأصل أن يُقام نزال على لقب بطولة يو إف سي للوزن الخفيف بين البطل الحالي إسلام ماخاشيف وأرمان تساروكيان في الحدث. التقيا سابقًا في حدث يو إف سي ليلة القتال: أوفيريم ضد أولينيك في أبريل 2019، حيث هزم ماخاتشيف تساروكيان بقرار القضاة بالإجماعي. قبل يوم واحد من الحدث، ورد أن تساروكيان تعرض لإصابة أجبرته على الانسحاب من القتال. دخل ريناتو مويكانو، الذي كان من المقرر في الأصل أن يواجه بينيل داريوش في نفس الحدث، كبديل لتساروكيان.
من المتوقع أن يكون نزال على لقب بطولة يو إف سي لوزن الديك بين البطل الحالي ميراب دفاليشفيلي والمنافس غير المهزوم عمر نورمحمدوف بمثابة الحدث الرئيسي المشترك.
كان من المتوقع أن يُقام نزال في وزن الديك بين الفائز بالمقاتل النهائي 29 لوزن الديك ريكي تورسيوس وبرناردو سوباج في حدث يو إف سي ليلة القتال: ماغني ضد براتيس في نوفمبر 2024، ولكن تم إلغاؤه بعد الوزن بسبب مشاكل طبية غير معلنة تتعلق بتورسيوس. تم إعادة جدولة النزال لتقام في هذا الحدث.
من المقرر أن ينافس جرانت داوسون وكارلوس دييغو فيريرا في نزال بالوزن الخفيف في الحدث. كان من المتوقع أن يلتقيا في حدث يو إف سي ليلة القتال: سانتوس ضد ووكر في أكتوبر 2021، لكن فيريرا انسحب بسبب الإصابة.
كان من المقرر إقامة نزال للوزن الخفيف الثقيل بين جوني ووكر وبوجدان جوسكوف في هذا الحدث. ومع ذلك، انسحب ووكر من القتال بسبب إصابة وتم استبداله بالوافد الجديد بيلي إليكانا.
كان من المتوقع أن يلتقي زاكاري ريس وسيدريكس دوماس في نزال بالوزن المتوسط في البطاقة التمهيدية. ومع ذلك، انسحب دوماس خلال أسبوع القتال وتم استبداله ببطل بطولة القتال التراثية للوزن المتوسط الحالي أزامات بيكويف.
أثناء بث الحدث، تم الإعلان عن المنتج التنفيذي وأحد مبتكري المقاتل النهائي، كريج بيليجيان [الإنجليزية]، باعتباره «الجناح المساهم» التالي في قاعة مشاهير يو إف سي خلال احتفالات أسبوع القتال الدولي في لاس فيغاس هذا الصيف.

## بطاقة القتال
1. ↑  على لقب بطولة يو إف سي للوزن الخفيف.
2. ↑  على لقب بطولة يو إف سي لوزن الديك.

## الجوائز الإضافية
حصل المقاتلون التاليون على مكافآت بقيمة 50 ألف دولار.
- قتال الليلة: ميراب دفاليشفيلي ضد عمر نورمحمدوف
- أداء الليلة: يري بروهاسكا وجيلتون ألميدا

## دفعات مبلغ عنها
فيما يلي المبالغ المدفوعة للمقاتلين كما وردت إلى لجنة ولاية كاليفورنيا لألعاب القوى. ومن المهم ملاحظة أن المبالغ لا تشمل أموال الرعاة أو المكافآت التقديرية أو نقاط المشاهدة أو الأرباح الإضافية.
- إسلام ماخاشيف: 200،000$ (لا يوجد مكافأة الفوز) هزم ريناتو مويكانو: 250،000$
- ميراب دفاليشفيلي: 500،000$ (لا يوجد مكافأة الفوز) هزم عمر نورمحمدوف: 100،000$
- يري بروهاسكا: 250،000$ (تشمل 50،000$ مكافأة فور) هزم جمال هيل: 200،000$
- جيلتون ألميدا: 220،000$ (تشمل 110،000$ مكافأة فور) هزم سيرجي سبيفاك: 100،000$
- رينير دي ريدر: 210،000$ (تشمل 105،000$ مكافأة فور) هزم كيفن هولاند: 250،000$
- راوني بارسيلوس: 96،000$ (تشمل $48،000$ مكافأة فور) هزم بايتون تالبوت: 43،000$
- أزامات بيكويف: 24،000$ (تشمل 12،000$ مكافأة فور) هزم زاكاري ريس: 30،000$
- بوجدان جوسكوف: 86،000$ (تشمل 43،000$ مكافأة فور) هزم بيلي إليكانا: 12،000$
- جرانت داوسون: 212،000$ (تشمل 106،000$ مكافأة فور) هزم كارلوس دييغو فيريرا: 100،000$
- آلين بيريز 72،000$ (تشمل 36،000$ مكافأة فور) هزم كارول روزا: 75،000$
- معين جافوروف: 28،000$ (تشمل 14،000$ مكافأة فور) هزم رينيا ناكامورا: 28،000$
- برناردو سوباج: 24،000$ (تشمل 12،000$ مكافأة فور) هزم ريكي تورسيوس: 28،000$
- تاغير أولانبيكوف: 72،000$ (تشمل 36،000$ مكافأة فور) هزم كلايتون كاربنتر: 28،000$